# Angiopteris inconstanti
Angiopteris inconstanti är en kärlväxtart som beskrevs av Cornelis Rugier Willem Karel van Alderwerelt van Rosenburgh. Angiopteris inconstanti ingår i släktet Angiopteris och familjen Marattiaceae. Inga underarter finns listade i Catalogue of Life.